# Glenn D'Hollander
Glenn D'Hollander, né le 28 décembre 1974 à Saint-Nicolas, est un coureur cycliste belge, professionnel de 1996 à 2010.

## Biographie
Glenn D'Hollander est le fils d'Eddy D'Hollander, cycliste dans les années 1960 et 1970. Il est le beau-frère de Greg Van Avermaet et un cousin de Preben Van Hecke, tous deux cyclistes professionnels.
Champion de Belgique du contre-la-montre juniors en 1992, il devient professionnel en 1996 au sein de l'équipe Vlaanderen 2002-Eddy Merckx. Il remporte cette année-là la Coupe Sels, une étape du Tour d'Autriche et se classe troisième du Tour de l'Avenir. En fin d'année, il est lauréat du Vélo de cristal du meilleur jeune cycliste belge de l'année.
En 2000, il est recruté par l'équipe Lotto. Il reste dans cette équipe jusqu'en 2004. Il remporte le Tour de la Région wallonne en 2001 et dispute cette année-là le Tour d'Italie.
Il court pour Landbouwkrediet-Colnago en 2005 puis Chocolade Jacques en 2006 et 2007. En 2008, il est engagé par Silence-Lotto, en même temps que son beau-frère Greg Van Avermaet. Glenn D'Hollander prend sa retraite sportive à la fin de la saison 2010.

## Palmarès

### Palmarès amateur
- 1991
  - 2e du championnat de Belgique sur route débutants
- 1992
  -  Champion de Belgique du contre-la-montre juniors
  - 2e du Trophée des Flandres
- 1994
  - 3e du championnat de Belgique du contre-la-montre amateurs
- 1995
  - Grand Prix d'Affligem
  - 3e étape du Triptyque ardennais
  - 6eb étape du Tour d'Autriche (contre-la-montre)
  - 8e étape du Tour de la Région wallonne
  - 3e de Bruxelles-Opwijk
  - 3e du Tour d'Autriche

### Palmarès professionnel
| - 1996 - Coupe Sels - 10e étape du Tour d'Autriche - 3e du Tour de l'Avenir - 1997 - 6e étape du Tour de la Région wallonne - 1999 - 1re étape du Circuito Montañés - 2e du Circuito Montañés - 2001 - 1re étape de l'Uniqa Classic - Tour de la Région wallonne : - Classement général - 3e étape - 3e du championnat de Belgique sur route | - 2002 - 3e étape de l'Étoile de Bessèges - 2007 - 2e de la Gullegem Koerse |

## Résultats sur les grands tours

### Tour d'Italie
1 participation
- 2001 : abandon (8e étape)

## Distinction
- Vélo de cristal du meilleur jeune belge en 1996